# هایت، آلبرتا
هایت، آلبرتا (به انگلیسی: Hythe, Alberta) یک منطقهٔ مسکونی در کانادا است که در آلبرتا واقع شده‌است.هایت ۸۲۷ نفر جمعیت دارد و ۷۴۵ متر بالاتر از سطح دریا واقع شده‌است.